# Gebhard Frei
Gebhard Frei (Lichtensteig, 24 de março de 1905 — Zurique, 27 de outubro de 1967) foi um parapsicólogo suíço.

## Biografia
Frei tornou-se sacerdote em 1931. De 1932 a 1933 estudou na Universidade de Innsbruck onde fez o doutorado. A partir de 1933 foi professor de filosofia e ciência marginal (Grenzwissenschaften) na escola Missionsseminar Schöneck na Suíça.
Frei é considerado como „pioneiro da pesquisa parapsicológica e da psicologia das profundidades desde a perspectiva filosófica e teológica“. Ele estava „em estreito contato“ com Carl Gustav Jung.
Frei foi co-fundador do Instituto C. G. Jung em Zurique assim como presidente da Sociedade de psicoterapeutas católicos. Era colaborador da Sociedade internacional de parapsicólogos católicos e promoveu o movimento ecumênico. Foi também conselheiro espiritual Associação de jovens mulheres católicas.